# Stevie Nicks
Stephanie Lynn Nicks (sinh ngày 26 tháng 5 năm 1948) là nữ ca sĩ người Mỹ. 
Nicks từng nằm trong danh sách 100 nhạc sĩ sáng tác vĩ đại nhất mọi thời đại và 100 ca sĩ vĩ đại nhất thế giới của tờ Rolling Stone. Bà cũng là một thành viên của nhóm Fleetwood Mac.